# Дніпро (Могильов)
«Дніпро» (Могильов) (біл. ФК Дняпро Магілёў, рос. ФК «Днепр» Могилёв) — білоруський футбольний клуб із Могильова, заснований 1960 року. Чемпіон Білорусі 1998 року.

## Історія
Футбольна команда майстрів міста Могильова заснована в 1960 році під назвою «Хімік» і представляла завод штучного волокна ім. В. В. Куйбишева, виступаючи в Класі «Б», другому дивізіоні чемпіонату СРСР. Перед сезоном 1963 року через реорганізацію другого дивізіону опустилась до третього дивізіону, а вже у серпні команду передано у відання обласної ради ДСТ «Спартак» і під назвою цього товариства виступала до середини 1973 року. Весь час команда виступала у третьому дивізіоні, лише 1970 році вони опустилися до четвертого рівня, але наступного року повернулись до третього, обидва рази через подальші реорганізації чемпіонату, де четвертий дивізіон на один сезон виник, а потім знову був скасований.
З серпня 1973 роки команда стала виступати під назвою «Дніпро» і стала підпорядковуватись виробничому об'єднанню «Хімволокно» ім. В. І. Леніна, найбільшого в Європі підприємства з випуску волокон типу «лавсан». Команда продовжила грати в західній зоні Другої ліги чемпіонату СРСР (третій дивізіон). У 1982 році Анатолій Байдачний виграв з клубом свою зону, а потім і фінальний раунду між переможцями зон та вийшов до Першої ліги. Там у сезоні 1983 року клуб, однак, не зміг зберегти місце у другому дивізіоні країни і знову на наступний рік вилетів до Другої ліги, де грав до розпаду СРСР. При цьому виліт відбувся через нестандартний регламент першості — наявність ліміту у 12 нічиїх за сезон, а «Дніпро» зіграв за сезон 13 нічийних матчів, через що втратив одне очко і само воно не дозволило обійти СКА (Хабаровськ) і зайняти рятівне 19-те місце.
У 1992 році «Дніпро» приєднався до новоствореної білоруської Вищої ліги і в першому ж сезоні став віце-чемпіоном Білорусі та фіналістом національного кубка, але в наступні роки команда призових місць не займала.
У 1998 році «Дніпро» об'єдналось з іншою могильовською командою, що грала у вищому дивізіоні країни, «Трансмаш», утворивши спільну команду «Дніпро-Трансмаш», яка в тому ж році стала чемпіоном Білорусі. Втім надалі об'єднання не приносило серйозних результатів і з 2006 року клуб знову став виступати під назвою «Дніпро».
У сезоні 2011 року клуб посів останнє 12 місце у Вищій лізі чемпіонату Білорусі та вилетів у Першу. Там наступного року клуб виграв дивізіон та повернувся до вищої ліги. У 2014 році команда знову посіла 12 місце у Прем'єр-лізі, а в іграх плей-оф програла «Вітебську» (0:2, 1:1) та вилетіла в Першу лігу. Цього разу «Дніпру» з першої спроби не вдалось повернутись в еліту і лише у другому сезоні 2016 року клуб закінчив друге місце і повернувся до Вищої ліги.
За підсумками сезону 2018 «Дніпро» знову втратив місце у Вищій лізі. Однак 8 лютого 2019 року було оголошено, що він підписав контракт з мінським «Променем», який передбачав створення об'єднаної команди у Прем'єр-лізі. Після цього низка гравців могильовського клубу вирушили до «Променя» на перегляд, частина з них підписала контракт, решта пішла в інші клуби. 20 березня 2019 року «Промінь» офіційно оголосив про переїзд до Могильова та зміну назви на «Дніпро». Основну команду очолили фахівці «Променя», а дубль складався з гравців та тренерів колишнього «Дніпра», молодіжні команди в двох клубах залишалися окремими.
За підсумками сезону 2019 року об'єднана команда «Дніпро» зайняла 14-те місце і в плей-оф поступилась берестейському «Руху» і втратила своє місце у Прем'єр-лізі. У клубу були значні борги, через які він відпустив всіх гравців та тренерів. Могильовська влада не змогла домовитися про передачу клубу державі, тому об'єднана команда «Дніпро» припинила існування і натомість був створений новий клуб під офіційною назвою «Дніпро-Могильов», який був заявлений до Другої ліги, третього дивізіону країни.

### Хронологія назв
- «Хімік» (1960—1963)
- «Спартак» (1963—1973)
- «Дніпро» (1973—1997)
- «Дніпро-Трансмаш» (1998—2005)
- «Дніпро» (2006—2018)
- «Дняпро» (2019)
- «Дніпро-Могильов» (2020—)

### Емблеми

Історія емблем «Дніпра»
до 2018 року
у 2019 році
з 2020 року

## Досягнення

### СРСР
Друга ліга СРСР
- Переможець:  1982

### Білорусь
Чемпіонат Білорусі
- Чемпіон:  1998
- Срібний призер:  1992
- Бронзовий призер:  2009

Перша ліга Білорусі
- Переможець:  2012
- Срібний призер:  2016

Кубок Білорусі
- Фіналіст:  1992

## Статистика

### У чемпіонатах СРСР
| Сезон | Дивізіон | Місце | І  | В  | Н  | П  | РМ    | О   | Кубок СССР                  | Примітки    |
| ----- | -------- | ----- | -- | -- | -- | -- | ----- | --- | --------------------------- | ----------- |
| 1960  | 2        | 13    | 30 | 5  | 10 | 15 | 36–54 | 20  |                             |             |
| 1961  | 2        | 4     | 30 | 14 | 8  | 8  | 45–37 | 36  | 1/128                       |             |
| 1962  | 2        | 6     | 32 | 13 | 10 | 9  | 35–32 | 36  | 1/128                       | Виліт1      |
| 1963  | 3        | 11    | 30 | 8  | 11 | 11 | 21–33 | 27  | 1/256                       |             |
| 1964  | 3        | 8     | 30 | 12 | 8  | 10 | 31–25 | 32  | 1/1024                      |             |
| 1965  | 3        | 10    | 30 | 6  | 17 | 7  | 14–18 | 29  | 1/128                       |             |
| 1966  | 3        | 9     | 32 | 10 | 10 | 12 | 25–33 | 30  |                             |             |
| 1967  | 3        | 18    | 34 | 6  | 10 | 18 | 18–38 | 22  | 1/2048                      |             |
| 1968  | 3        | 10    | 38 | 11 | 14 | 13 | 25–28 | 36  | 1/128                       |             |
| 1969  | 3        | 7     | 32 | 12 | 11 | 9  | 37–23 | 35  | 1/8                         | Виліт2      |
| 1970  | 4        | 3     | 32 | 19 | 5  | 8  | 34–19 | 43  |                             | Підвищення3 |
| 1971  | 3        | 14    | 38 | 9  | 16 | 13 | 30–40 | 43  |                             |             |
| 1972  | 3        | 17    | 38 | 9  | 13 | 16 | 25–47 | 40  |                             |             |
| 1973  | 3        | 16    | 32 | 7  | 11 | 14 | 21–38 | 174 |                             |             |
| 1974  | 3        | 12    | 40 | 14 | 10 | 16 | 37–53 | 38  |                             |             |
| 1975  | 3        | 11    | 34 | 8  | 13 | 13 | 26–42 | 29  |                             |             |
| 1976  | 3        | 19    | 38 | 8  | 9  | 21 | 34–60 | 25  |                             |             |
| 1977  | 3        | 12    | 40 | 15 | 11 | 14 | 44–41 | 41  |                             |             |
| 1978  | 3        | 16    | 46 | 15 | 10 | 21 | 51–56 | 40  |                             |             |
| 1979  | 3        | 17    | 46 | 12 | 13 | 21 | 41–62 | 37  |                             |             |
| 1980  | 3        | 7     | 32 | 9  | 9  | 14 | 37–48 | 27  |                             |             |
| 1981  | 3        | 2     | 38 | 20 | 5  | 13 | 58–39 | 45  |                             |             |
| 1982  | 3        | 1     | 30 | 18 | 8  | 4  | 60–32 | 44  |                             |             |
| 1982  | 3        | 1     | 4  | 3  | 0  | 1  | 8–4   | 6   | Фінальний раунд, підвищення |             |
| 1983  | 2        | 20    | 42 | 12 | 13 | 17 | 40–60 | 36  | 1/32                        | Виліт       |
| 1984  | 3        | 1     | 34 | 22 | 6  | 6  | 71–24 | 50  | 1/16                        |             |
| 1985  | 3        | 3     | 30 | 15 | 9  | 6  | 64–34 | 39  | 1/32                        |             |
| 1986  | 3        | 5     | 30 | 15 | 5  | 10 | 56–31 | 35  | 1/64                        |             |
| 1987  | 3        | 6     | 34 | 17 | 8  | 9  | 41–29 | 42  | 1/16                        |             |
| 1988  | 3        | 4     | 34 | 19 | 8  | 7  | 49–36 | 46  |                             |             |
| 1989  | 3        | 9     | 42 | 19 | 7  | 16 | 52–47 | 45  |                             |             |
| 1990  | 3        | 13    | 42 | 17 | 6  | 19 | 58–54 | 40  | 1/32                        |             |
| 1991  | 3        | 12    | 42 | 18 | 6  | 18 | 47–37 | 42  |                             |             |
| 1992  |          |       |    |    |    |    |       |     | 1/32                        |             |

- 1 Виліт у третій дивізіон через скорочення другого з 10 зон (150 команд) у 1962 році до однієї групи з 18 команд у 1963 році.
- 2 Понизився у класі, оскільки у 1970 році Клас «Б» чемпіонату СРСР змінив свій статус з 3-го дивізіону на 4-й дивізіон, і два вищих дивізіони були реорганізовані в три з меншою кількістю команд.
- 3 Підвищився у класі, оскільки у 1971 році третій дивізіон був розширений з 3 до 6 територіальних зон (з 66 до 124 команд) і скасовано четвертий дивізіон.
- 4 У 1973 році кожен нічийний матч закінчувався серією пенальті. Переможець отримав 1 бал, команда, що програла — 0.

### Чемпіонат і Кубок Білорусі
| Сезон   | Ліга             | М  | І  | В  | Н  | П  | Г     | О   | Кубак       | Примітки                         |
| ------- | ---------------- | -- | -- | -- | -- | -- | ----- | --- | ----------- | -------------------------------- |
| 1992    | Перша (Д1)       | 2  | 15 | 11 | 2  | 2  | 28–4  | 24  | Фіналіст    |                                  |
| 1992/93 | Перша (Д1)       | 5  | 32 | 17 | 7  | 8  | 54–33 | 41  | Чвертьфінал |                                  |
| 1993/94 | Перша (Д1)       | 4  | 30 | 17 | 6  | 7  | 45–22 | 40  | 1/8 фіналу  |                                  |
| 1994/95 | Перша (Д1)       | 5  | 30 | 12 | 9  | 9  | 44–35 | 33  | Півфінал    |                                  |
| 1995    | Перша (Д1)       | 6  | 15 | 7  | 1  | 7  | 26–23 | 22  | 1/8 фіналу  |                                  |
| 1996    | Перша (Д1)       | 9  | 30 | 11 | 6  | 13 | 33–36 | 39  | Півфінал    |                                  |
| 1997    | Перша (Д1)       | 4  | 30 | 15 | 7  | 8  | 48–32 | 52  | Півфінал    |                                  |
| 1998    | Вища (Д1)        | 1  | 28 | 21 | 4  | 3  | 55–12 | 67  | Чвертьфінал | Зміна назв ліг: Перша → Вища.    |
| 1999    | Вища (Д1)        | 4  | 30 | 17 | 9  | 4  | 53–27 | 60  | 1/8 фіналу  |                                  |
| 2000    | Вища (Д1)        | 7  | 30 | 14 | 7  | 9  | 55–33 | 49  | 1/8 фіналу  |                                  |
| 2001    | Вища (Д1)        | 9  | 26 | 8  | 7  | 11 | 29–37 | 31  | 1/8 фіналу  |                                  |
| 2002    | Вища (Д1)        | 9  | 26 | 10 | 6  | 10 | 38–37 | 36  | Чвертьфінал |                                  |
| 2003    | Вища (Д1)        | 9  | 30 | 8  | 10 | 12 | 38–46 | 34  | 1/8 фіналу  |                                  |
| 2004    | Вища (Д1)        | 9  | 30 | 11 | 4  | 15 | 29–37 | 37  | Чвертьфінал |                                  |
| 2005    | Вища (Д1)        | 6  | 26 | 12 | 7  | 7  | 48–36 | 43  | 1/16 фіналу |                                  |
| 2006    | Вища (Д1)        | 12 | 26 | 6  | 5  | 15 | 29–47 | 23  | 1/8 фіналу  |                                  |
| 2007    | Вища (Д1)        | 13 | 26 | 5  | 8  | 13 | 21–33 | 23  | Чвертьфінал |                                  |
| 2008    | Вища (Д1)        | 9  | 30 | 9  | 11 | 10 | 45–42 | 38  | 1/16 фіналу |                                  |
| 2009    | Вища (Д1)        | 3  | 26 | 12 | 4  | 10 | 31–26 | 40  | 1/8 фіналу  |                                  |
| 2010    | Вища (Д1)        | 8  | 33 | 11 | 7  | 15 | 40–53 | 40  | 1/16 фіналу |                                  |
| 2011    | Вища (Д1)        | 12 | 33 | 6  | 14 | 13 | 29–51 | 32  | 1/16 фіналу | Виліт у Першу лігу               |
| 2012    | Перша (Д2)       | 1  | 28 | 20 | 3  | 5  | 75–22 | 63  | 1/8 фіналу  | Вихід у Вищу лігу                |
| 2013    | Вища (Д1)        | 11 | 32 | 9  | 6  | 17 | 28–42 | 33  | Півфінал    |                                  |
| 2013    | Перехідні матчі1 |    | 2  | 1  | 1  | 0  | 3–1   |     | Півфінал    |                                  |
| 2014    | Вища (Д1)        | 12 | 32 | 2  | 14 | 16 | 19–42 | 20  | 1/8 фіналу  |                                  |
| 2014    | Перехідні матчі2 |    | 2  | 0  | 1  | 1  | 1–3   |     | 1/8 фіналу  | Виліт у Першу лігу               |
| 2015    | Перша (Д2)       | 4  | 30 | 17 | 5  | 8  | 48–21 | 56  | 1/16 фіналу |                                  |
| 2016    | Перша (Д2)       | 2  | 26 | 20 | 4  | 2  | 61–19 | 633 | 1/32 фіналу | Вихід у Вищу лігу                |
| 2017    | Вища (Д1)        | 12 | 30 | 6  | 8  | 16 | 27–48 | 26  | Півфінал    |                                  |
| 2018    | Вища (Д1)        | 16 | 30 | 3  | 7  | 20 | 17–53 | 16  | 1/16 фіналу | Виліт у Першу лігу               |
| 2019    | Вища (Д1)        | 14 | 30 | 8  | 6  | 16 | 32–42 | 30  | Чвертьфінал | Об'єднання з мінськім «Променем» |
| 2019    | Перехідні матчі4 |    | 2  | 1  | 0  | 1  | 3–3   |     | Чвертьфінал | Виліт у Першу лігу               |

- 1 Перехідні матчі за місце у Вищій лізі проти «Городеї», другої команди Першої ліги 2013 (3:1, 0:0).
- 2 Перехідні матчі за місце у Вищій лізі проти «Вітебська», третьої другої команди Першої ліги 2013 (0:2, 1:1).
- 3 Один пункт було знято з команди за систематичне невиконання рішень Комітету зі статусу та переходів гравців АБФФ.
- 4 Перехідні матчі за місце у Вищій лізі проти «Руху» (Берестя), третьої другої команди Першої ліги 2019 (1:2, 2:1, пен. 4:5).

### Виступи в єврокубках
| Сезон     | Змагання        | Раунд                  |                             | Клуб          | Перша гра       | Друга гра       |
| --------- | --------------- | ---------------------- | --------------------------- | ------------- | --------------- | --------------- |
| 1995      | Кубок Інтертото | Група 8                | Союзна Республіка Югославія | Бечей         | 2–1 (Вдома)     |                 |
| 1995      | Кубок Інтертото | Група 8                | Польща                      | Погонь Щецин  | 3–3 (На виїзді) |                 |
| 1995      | Кубок Інтертото | Група 8                | Франція                     | Канн          | 2–2 (Вдома)     |                 |
| 1995      | Кубок Інтертото | Група 8                | Румунія                     | Фарул         | 0–2 (На виїзді) |                 |
| 1998      | Кубок Інтертото | Перший раунд           | Угорщина                    | Дебрецен      | 2–4 (Вдома)     | 0–6 (На виїзді) |
| 1999–2000 | Ліга чемпіонів  | Другий раунд           | Швеція                      | АІК           | 0–1 (Вдома)     | 0–2 (На виїзді) |
| 2000      | Кубок Інтертото | Перший раунд           | Данія                       | Сількеборг    | 2–1 (Вдома)     | 2–1 (На виїзді) |
| 2000      | Кубок Інтертото | Другий раунд           | Чехія                       | Хмел          | 2–6 (На виїзді) | 0–2 (Вдома)     |
| 2010–2011 | Ліга Європи     | Перший кваліфікаційний | Албанія                     | Лачі          | 1–1 (На виїзді) | 7–1 (Вдома)     |
| 2010–2011 | Ліга Європи     | Другий кваліфікаційний | Норвегія                    | Стабек        | 2–2 (На виїзді) | 1–1 (Вдома)     |
| 2010–2011 | Ліга Європи     | Третій кваліфікаційний | Чехія                       | Банік Острава | 1–0 (Вдома)     | 2–1 (На виїзді) |
| 2010–2011 | Ліга Європи     | Плей-оф                | Іспанія                     | Вільярреал    | 0–5 (На виїзді) | 1–2 (Вдома)     |

#### Кубок Співдружності
| Сезон | Раунд   | Клуб                 | Рахунок |
| ----- | ------- | -------------------- | ------- |
| 1999  | Група А | «Спартак» (Москва)   | 0:3     |
| 1999  | Група А | «Каунас»             | 1:2     |
| 1999  | Група А | «Динамо» (Тбілісі)   | 5:3     |
| 2010  | Група А | «Дордой-Динамо»      | 3:1     |
| 2010  | Група А | «Металургс» (Лієпая) | 4:3     |
| 2010  | Група А | «Рубін» (Казань)     | 1:2     |
| 2010  | Група А | «Актобе»             | 1:3     |

## Головні тренери
| - Володимир Мацкевич (1960) - Віталій Шарбур (1960) - Володимир Газаєв (1960) - Олександр Загрецький (1961—1963) - Юрій Бачурін (1964—1965) - Микола Шевелянчик (1965—1967) - Ілля Каган (1968—1969) - Владислав Радзишевський (1970—1973) - Віталій Шарбур (1974—1976) - Олег Волох (1977—1978) | - Володимир Гордєєв (1979) - Анатолій Байдачний (1980—1985) - Валерій Стрельцов (1985—1993) - Олександр Башмаков (1993 — березень 1994) - Валерій Стрельцов (1994—2006) - Володимир Костюков (квітень 2006 — червень 2007) - Валерій Стрельцов (2007—2008) - Андрій Скоробогатько (серпень 2008 — серпень 2011) - В'ячеслав Геращенко (вересень 2011 — жовтень 2013) - Володимир Костюков (в.о. жовтень 2013 — січень 2014) | - Юрій Лукашов (січень 2014 — січень 2015) - Володимир Геваркян (лютий — грудень 2015 року) - Олександр Седньов (січень 2016 — грудень 2017) - В'ячеслав Левчук (січень — червень 2018 року) - Євген Капов (в.о. червень — серпень 2018) - Сергій Літовченко (серпень — листопад 2018) - Євген Капов (в.о. листопад 2018 — березень 2019) - Іван Біончик (березень — грудень 2019 року) - Ігор Чумаченко (з січня 2020 року) |